# Esqui cross-country nos Jogos Olímpicos de Inverno de 2014 - Velocidade individual masculino
A prova de velocidade individual masculino do esqui cross-country nos Jogos Olímpicos de Inverno de 2014 ocorreu no dia 11 de fevereiro no Centro de Esqui Cross-Country e Biatlo Laura, na Clareira Vermelha em Sóchi.

## Medalhistas
| Ouro   | NOR Ola Vigen Hattestad |
| Prata  | SWE Teodor Peterson     |
| Bronze | SWE Emil Jönsson        |

## Resultados
Q — qualificado para a próxima fase
LL — perdedor de sorte
PF — photo finish

### Qualificação
| Pos. | Bib | Atleta                       | Tempo   | Diferença | Notas |
| ---- | --- | ---------------------------- | ------- | --------- | ----- |
| 1    | 1   | NOR Ola Vigen Hattestad      | 3:28.35 | —         | Q     |
| 2    | 5   | RUS Sergey Ustiugov          | 3:30.26 | +1.91     | Q     |
| 3    | 6   | ITA Federico Pellegrino      | 3:30.38 | +2.03     | Q     |
| 4    | 10  | NOR Anders Gløersen          | 3:30.41 | +2.06     | Q     |
| 5    | 9   | SWE Emil Jönsson             | 3:30.77 | +2.42     | Q     |
| 6    | 20  | SWE Teodor Peterson          | 3:31.43 | +3.08     | Q     |
| 7    | 8   | NOR Eirik Brandsdal          | 3:32.53 | +4.18     | Q     |
| 8    | 26  | AUT Bernhard Tritscher       | 3:32.60 | +4.25     | Q     |
| 9    | 18  | RUS Alexei Petukhov          | 3:32.67 | +4.32     | Q     |
| 10   | 17  | SWE Calle Halfvarsson        | 3:33.11 | +4.76     | Q     |
| 11   | 13  | RUS Nikita Kriukov           | 3:34.04 | +5.69     | Q     |
| 12   | 4   | FIN Martti Jylhä             | 3:34.49 | +6.14     | Q     |
| 13   | 38  | SUI Dario Cologna            | 3:35.03 | +6.68     | Q     |
| 14   | 28  | FRA Renaud Jay               | 3:35.16 | +6.81     | Q     |
| 15   | 56  | SWE Marcus Hellner           | 3:35.38 | +7.03     | Q     |
| 16   | 3   | NOR Petter Northug           | 3:35.44 | +7.09     | Q     |
| 17   | 11  | USA Andrew Newell            | 3:35.52 | +7.17     | Q     |
| 18   | 44  | ITA David Hofer              | 3:35.68 | +7.33     | Q     |
| 19   | 14  | CAN Alex Harvey              | 3:36.08 | +7.73     | Q     |
| 20   | 22  | RUS Anton Gafarov            | 3:36.10 | +7.75     | Q     |
| 21   | 15  | USA Simi Hamilton            | 3:36.12 | +7.77     | Q     |
| 22   | 36  | FRA Cyril Miranda            | 3:36.59 | +8.24     | Q     |
| 23   | 2   | SUI Jöri Kindschi            | 3:36.89 | +8.54     | Q     |
| 24   | 30  | AUT Harald Wurm              | 3:37.18 | +8.83     | Q     |
| 25   | 37  | FIN Ville Nousiainen         | 3:37.52 | +9.17     | Q     |
| 26   | 39  | CHN Sun Qinghai              | 3:37.71 | +9.36     | Q     |
| 27   | 27  | GBR Andrew Musgrave          | 3:37.75 | +9.40     | Q     |
| 28   | 19  | GER Tim Tscharnke            | 3:37.75 | +9.40     | Q     |
| 29   | 35  | FRA Cyril Gaillard           | 3:37.86 | +9.51     | Q     |
| 30   | 25  | KAZ Nikolay Chebotko         | 3:37.88 | +9.53     | Q     |
| 31   | 12  | GER Josef Wenzl              | 3:38.10 | +9.75     |       |
| 32   | 61  | GER Thomas Bing              | 3:38.30 | +9.95     |       |
| 33   | 52  | KAZ Roman Ragozin            | 3:38.56 | +10.21    |       |
| 34   | 24  | FIN Anssi Pentsinen          | 3:38.66 | +10.31    |       |
| 35   | 16  | GER Sebastian Eisenlauer     | 3:39.00 | +10.65    |       |
| 36   | 32  | CAN Len Väljas               | 3:39.87 | +11.52    |       |
| 37   | 42  | USA Torin Koos               | 3:40.27 | +11.92    |       |
| 37   | 48  | ITA Dietmar Nöckler          | 3:40.27 | +11.92    |       |
| 39   | 54  | USA Erik Bjornsen            | 3:40.39 | +12.04    |       |
| 40   | 31  | FRA Baptiste Gros            | 3:40.54 | +12.19    |       |
| 41   | 50  | CZE Dušan Kožíšek            | 3:40.56 | +12.21    |       |
| 42   | 49  | GBR Andrew Young             | 3:40.68 | +12.33    |       |
| 43   | 43  | FIN Juho Mikkonen            | 3:40.72 | +12.37    |       |
| 44   | 41  | ITA Enrico Nizzi             | 3:40.89 | +12.54    |       |
| 45   | 33  | JPN Yuichi Onda              | 3:40.98 | +12.63    |       |
| 46   | 55  | AUT Max Hauke                | 3:41.55 | +13.20    |       |
| 47   | 7   | SUI Jovian Hediger           | 3:42.34 | +13.99    |       |
| 48   | 58  | BLR Michail Semenov          | 3:42.93 | +14.58    |       |
| 49   | 29  | CZE Aleš Razym               | 3:43.24 | +14.89    |       |
| 50   | 62  | UKR Ruslan Perekhoda         | 3:43.61 | +15.26    |       |
| 51   | 45  | EST Raido Ränkel             | 3:43.82 | +15.47    |       |
| 52   | 34  | EST Peeter Kümmel            | 3:44.03 | +15.68    |       |
| 53   | 51  | CAN Jesse Cockney            | 3:44.36 | +16.01    |       |
| 54   | 64  | DEN Martin Møller            | 3:44.38 | +16.03    |       |
| 55   | 53  | AUS Phillip Bellingham       | 3:45.65 | +17.30    |       |
| 56   | 40  | CAN Devon Kershaw            | 3:45.77 | +17.42    |       |
| 57   | 63  | POL Sebastian Gazurek        | 3:46.12 | +17.77    |       |
| 58   | 46  | KAZ Denis Volotka            | 3:46.92 | +18.57    |       |
| 59   | 47  | EST Siim Sellis              | 3:48.06 | +19.71    |       |
| 60   | 69  | ESP Imanol Rojo              | 3:48.44 | +20.09    |       |
| 61   | 65  | LAT Arvis Liepiņš            | 3:49.28 | +20.93    |       |
| 62   | 77  | GBR Callum Smith             | 3:50.13 | +21.78    |       |
| 63   | 78  | SRB Milanko Petrović         | 3:50.20 | +21.85    |       |
| 64   | 68  | BUL Andrey Gridin            | 3:50.57 | +22.22    |       |
| 65   | 71  | ROU Paul Constantin Pepene   | 3:51.54 | +23.19    |       |
| 66   | 57  | SVK Peter Mlýnar             | 3:51.76 | +23.41    |       |
| 67   | 21  | POL Maciej Starega           | 3:51.84 | +23.49    |       |
| 68   | 74  | ROU Florin Daniel Pripici    | 3:52.68 | +24.33    |       |
| 69   | 75  | CRO Edi Dadic                | 3:52.89 | +24.54    |       |
| 70   | 73  | LTU Vytautas Strolia         | 3:55.48 | +27.13    |       |
| 71   | 60  | LAT Jānis Paipals            | 3:56.21 | +27.86    |       |
| 72   | 72  | ISL Sævar Birgisson          | 3:59.50 | +31.15    |       |
| 73   | 67  | HUN Milan Szabo              | 3:59.68 | +31.33    |       |
| 74   | 80  | GRE Apostolos Angelis        | 4:01.87 | +33.52    |       |
| 75   | 79  | TUR Sabahattin Oğlago        | 4:02.03 | +33.68    |       |
| 76   | 81  | SRB Rejhan Šmrković          | 4:02.28 | +33.93    |       |
| 77   | 83  | MDA Victor Pînzaru           | 4:04.91 | +36.56    |       |
| 78   | 86  | MKD Darko Damjanovski        | 4:08.56 | +40.21    |       |
| 79   | 66  | LUX Kari Peters              | 4:13.08 | +44.73    |       |
| 80   | 82  | BRA Leandro Ribela           | 4:21.12 | +52.77    |       |
| 81   | 70  | UKR Oleksii Krasovskyi       | 4:35.08 | +1:06.73  |       |
| 82   | 85  | BIH Mladen Plakalović        | 4:40.64 | +1:12.29  |       |
| 83   | 23  | SUI Roman Schaad             | 4:56.63 | +1:28.28  |       |
| 84   | 84  | CHI Yonathan Jesus Fernandez | 4:58.63 | +1:30.28  |       |
| 85   | 76  | AUS Callum Watson            | 5:29.62 | +2:01.27  |       |
|      | 59  | CHN Xu Wenlong               | DNF     |           |       |

### Quartas de final
Quartas de final 1
| Pos. | Semente | Atleta                  | Tempo   | Diferença | Notas |
| ---- | ------- | ----------------------- | ------- | --------- | ----- |
| 1    | 1       | NOR Ola Vigen Hattestad | 3:37.99 | —         | Q     |
| 2    | 20      | RUS Anton Gafarov       | 3:38.52 | +0.53     | Q     |
| 3    | 11      | RUS Nikita Kriukov      | 3:39.10 | +1.11     | PF    |
| 4    | 10      | SWE Calle Halfvarsson   | 3:39.13 | +1.14     | PF    |
| 5    | 30      | KAZ Nikolay Chebotko    | 3:39.66 | +1.67     |       |
| 6    | 21      | USA Simi Hamilton       | 3:39.83 | +1.84     |       |

Quartas de final 2
| Pos. | Semente | Atleta              | Tempo   | Diferença | Notas |
| ---- | ------- | ------------------- | ------- | --------- | ----- |
| 1    | 4       | NOR Anders Gløersen | 3:36.28 | —         | Q     |
| 2    | 7       | NOR Eirik Brandsdal | 3:36.59 | +0.31     | Q     |
| 3    | 14      | FRA Renaud Jay      | 3:37.00 | +0.72     |       |
| 4    | 17      | USA Andrew Newell   | 3:37.12 | +0.84     |       |
| 5    | 24      | AUT Harald Wurm     | 3:38.32 | +2.04     |       |
| 6    | 27      | GBR Andrew Musgrave | 3:48.69 | +12.41    |       |

Quartas de final 3
| Pos. | Semente | Atleta               | Tempo   | Diferença | Notas |
| ---- | ------- | -------------------- | ------- | --------- | ----- |
| 1    | 5       | SWE Emil Jönsson     | 3:33.20 | —         | Q     |
| 2    | 6       | SWE Teodor Peterson  | 3:33.34 | +0.14     | Q     |
| 3    | 15      | SWE Marcus Hellner   | 3:33.62 | +0.42     | LL    |
| 4    | 17      | NOR Petter Northug   | 3:36.70 | +3.50     | LL    |
| 5    | 25      | FIN Ville Nousiainen | 3:40.84 | +7.64     |       |
| 6    | 26      | CHN Sun Qinghai      | 3:47.26 | +14.06    |       |

Quartas de final 4
| Pos. | Semente | Atleta              | Tempo   | Diferença | Notas |
| ---- | ------- | ------------------- | ------- | --------- | ----- |
| 1    | 2       | RUS Sergei Ustiugov | 3:36.14 | —         | Q     |
| 2    | 9       | RUS Alexei Petukhov | 3:36.39 | +0.25     | Q     |
| 3    | 22      | FRA Cyril Miranda   | 3:37.57 | +1.43     |       |
| 4    | 19      | CAN Alex Harvey     | 3:37.89 | +1.75     |       |
| 5    | 12      | FIN Martti Jylhä    | 3:37.98 | +1.84     |       |
| 6    | 29      | FRA Cyril Gaillard  | 3:40.77 | +4.63     |       |

Quartas de final 5
| Pos. | Semente | Atleta                  | Tempo   | Diferença | Notas |
| ---- | ------- | ----------------------- | ------- | --------- | ----- |
| 1    | 3       | ITA Federico Pellegrino | 3:43.97 | —         | Q, PF |
| 2    | 8       | AUT Bernhard Tritscher  | 3:44.01 | +0.04     | Q, PF |
| 3    | 18      | ITA David Hofer         | 3:44.87 | +0.90     |       |
| 4    | 28      | GER Tim Tscharnke       | 3:46.81 | +2.84     |       |
| 5    | 23      | SUI Jöri Kindschi       | 3:47.94 | +3.97     |       |
| 6    | 13      | SUI Dario Cologna       | 4:39.69 | +55.72    |       |

### Semifinais
Semifinal 1
| Pos. | Semente | Atleta                  | Tempo   | Diferença | Notas  |
| ---- | ------- | ----------------------- | ------- | --------- | ------ |
| 1    | 1       | NOR Ola Vigen Hattestad | 3:36.33 | —         | Q      |
| 2    | 6       | SWE Teodor Peterson     | 3:36.48 | +0.15     | Q      |
| 3    | 4       | NOR Anders Gløersen     | 3:36.95 | +0.62     | LL, PF |
| 4    | 15      | SWE Marcus Hellner      | 3:36.98 | +0.65     | LL, PF |
| 5    | 7       | NOR Eirik Brandsdal     | 3:37.09 | +0.76     |        |
| 6    | 20      | RUS Anton Gafarov       | 6:25.95 | +2:49.62  |        |

Semifinal 2
| Pos. | Semente | Atleta                  | Tempo   | Diferença | Notas |
| ---- | ------- | ----------------------- | ------- | --------- | ----- |
| 1    | 2       | RUS Sergey Ustiugov     | 3:37.37 | —         | Q, PF |
| 2    | 5       | SWE Emil Jönsson        | 3:37.43 | +0.06     | Q, PF |
| 3    | 8       | AUT Bernhard Tritscher  | 3:37.64 | +0.27     |       |
| 4    | 9       | RUS Alexei Petukhov     | 3:37.89 | +0.52     |       |
| 5    | 16      | NOR Petter Northug      | 3:54.28 | +16.91    |       |
| 6    | 3       | ITA Federico Pellegrino | 3:55.99 | +18.62    |       |

### Final
| Pos.              | Semente | Atleta                  | Tempo   | Diferença | Notas |
| ----------------- | ------- | ----------------------- | ------- | --------- | ----- |
| Medalha de ouro   | 1       | NOR Ola Vigen Hattestad | 3:38.39 | —         |       |
| Medalha de prata  | 6       | SWE Teodor Peterson     | 3:39.61 | +1.22     |       |
| Medalha de bronze | 5       | SWE Emil Jönsson        | 3:58.13 | +19.74    |       |
| 4                 | 4       | NOR Anders Gløersen     | 4:02.05 | +23.66    |       |
| 5                 | 2       | RUS Sergey Ustiugov     | 4:32.48 | +54.09    |       |
| 6                 | 15      | SWE Marcus Hellner      | 5:24.31 | +1:45.92  |       |

Legenda
| Recorde mundial      | Recorde mundial (World record)               |                       | Recorde africano                      | Recorde africano (African) |                                           | Q | Classificado por posição (Qualified) |
| Recorde olímpico     | Recorde olímpico (Olympic record)            | Recorde da América    | Recorde da América (Americas)         | q                          | Classificado por melhor tempo (Qualified) |   |                                      |
| Melhor marca do ano  | Melhor marca do ano (World leading)          | Recorde asiático      | Recorde asiático (Asian)              | DNS                        | Não largou (Did not start)                |   |                                      |
| Recorde nacional     | Recorde nacional (National record)           | Recorde europeu       | Recorde europeu (European)            | DNF                        | Não terminou (Did not finish)             |   |                                      |
| Recorde pessoal      | Recorde pessoal do atleta (Personal best)    | Recorde da Oceania    | Recorde da Oceania (Oceania)          | DSQ / DQ                   | Desclassificado (Disqualified)            |   |                                      |
| Recorde da temporada | Recorde da temporada do atleta (Season best) | Recorde sul-americano | Recorde sul-americano (South America) | NM                         | Sem marca (No mark)                       |   |                                      |